# Hyale plumulosa
Hyale plumulosa är en kräftdjursart som först beskrevs av William Stimpson 1857.  Hyale plumulosa ingår i släktet Hyale och familjen Hyalidae. Inga underarter finns listade i Catalogue of Life.